# 廣州城戰役
廣州城戰役（1857年12月28日－12月29日，或1858年1月1日）發生在1857年末，英國和法國分別因亞羅號事件和西林教案而聯合進攻廣州，促使第二次鴉片戰爭爆發。
由於兩廣總督葉名琛誤判情勢把英國一連串的行動當作求和，且上奏咸豐帝的文書聲稱大敗英軍。使得清政府對廣州開戰毫不知情，一直到廣州陷落才開始備戰。而戰事只持續數天廣州便被聯軍迅速佔領。

## 背景：入城與換約

### 修約問題
1842年，清政府于鴉片戰爭中戰敗后，和英国簽訂了《南京條約》和《中英五口通商章程》确定五口通商的原则和具体事宜。1844年，清政府设立五口通商大臣，驻广州，由兩廣總督加欽差大臣头衔兼任。由于当时清政府認定與外國（當時被清朝稱為西夷）之關係僅限於五口通商，因此五口通商大臣除掌管通商事务外，也负责对英法美等国的外交事务。1854年英国外交大臣克拉兰敦训令新任英國公使宝宁，以南京條約到期為由要求修約，即修正1842年的中英南京條約和1843年中英虎門條約，并知会美、法、俄希望共同要求修約。
1854年4月25日，宝宁向两广总督葉名琛发出照会，正式提出修约。英國提出修約的依據是中美《望廈條約》第34款，但問題是中英虎門條約的最惠國待遇只針對英人，沒包括英國政府，修約本應不在最惠國的待遇以內。對於這一要求，英方閉口不言，清方毫不知曉。时任五口通商大臣的葉名琛秉承清朝官吏的愚昧無知，對外部世界一無所知。對外國公使的外交照會、威嚇皆不為所動。於是，他拒絕提出的所有要求。包括藉口推辭西方外交官婉拒見面、送來的外交文書用最快的速度答覆，一律拒絕提出的要求:156-158，也拒絕宝宁提出的各種具體要求。
英國公使包令決定北上，尋求與清廷交涉的其他管道。葉名琛似乎掌握到消息，在一份關於俄國要求通商的奏摺中，附上200字的夾片，輕描淡寫地另提英美等國要求修約。咸豐帝在收到後下發諭旨，交由葉名琛處理:159-161。
1854年6月，包令與美國公使麥蓮（R.M.Mclane）到達上海向江蘇官員交涉，咸豐帝下旨要英美公使南下辦理。8月，英、美、法公使在香港聚會，他們一致認為與強硬的葉名琛交涉不可能得到進展，於是聯合行動再度北上。江蘇巡撫吉爾杭阿明白三國公使不會輕易罷手，上奏建議可否由他與兩廣總督共同查辦 ，用意是削弱葉名琛掌管外交的權力，結果遭到咸豐帝訓斥。
1854年10月，英、法、美公使到達天津，經過一番交涉後，英方提出18條的修約要求。美方則提出11條:63-64。從內容上已經不同於望廈條約，咸豐帝只答應其中三項枝節問題可到廣州與葉名琛繼續辦理外，其餘部分都拒絕。不過此時，英法正在進行克里米亞戰爭無暇他顧。美國官員則是看到太平天國聲勢浩大，中國政府可能會因此垮台，打算觀望一段時間。三國代表回到香港，都沒有與葉名琛展開交涉:159-161。
1856年，中美望廈條約到期。美國駐華委員伯駕聯絡英法，再次向葉名琛提出修約。遭到拒絕後，美國代表提議再度北上，包令認為毫無意義婉拒前往。法國公使因未收到政府的訓令，只在外交上支持美方，第二次北上成了美方的單獨行動。而在柏駕北上展開交涉的時候，包令在香港正試圖調集軍艦:162-164，他給倫敦報稱需要用戰艦來擴展和改善與中國的關係:200。

### 入城要求與反入城

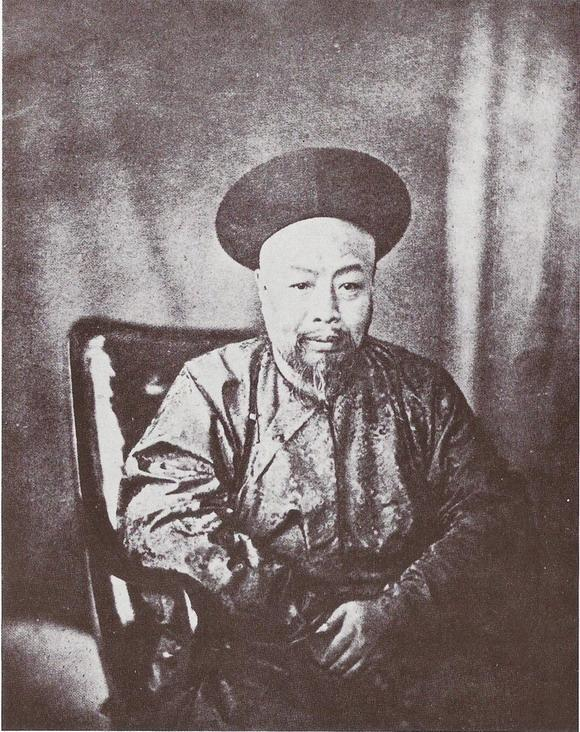
兩廣總督葉名琛

1843年（道光十二年）南京條約簽滿一年，英國香港總督璞鼎查爵士依南京條約英文版本第2款，要求中國允許英國商民帶家眷居住廣州城。由於條約的翻譯問題，中文版本規定英國商民只能寄宿在通商口岸的「港口」，而沒有可以自由進入城內的權利。而更關鍵的是，清朝官民對於洋人的反感和輕蔑，並未隨著條約的簽訂而有所改善。歷任英國駐廣州領事多次要中方履行承諾:213-215，英軍更曾在1847年4月2日派軍艦威嚇，兩廣總督耆英被迫答應兩年後入城的要求:19。
1848年新任兩廣總督徐廣縉上任，英國駐廣州領事文翰拿著耆英簽好的文件要求清方履行承諾。眼看入城條款即將生效，徐廣縉和廣東巡撫葉名琛為了防患未然，兩人決意抵制英國人入城。1849年4月6日，廣州集結了武裝民團和官軍在珠江兩岸整齊列隊，高呼反英口號。部分廣州市民在官紳的組織下于巡撫衙門集結，也在城外外國商人住宅旁巡邏戒備，一時情況緊張。文翰為避免戰禍放棄了入城要求，由於反英入城行動的“勝利”令道光帝頗為滿意，道光帝下令將沿海各省的外國事務全部交由兩廣總督和廣東巡撫辦理:213-214。
1854年4月，英國公使包令提出入兩廣總督官署商談，葉名琛要求在城外的仁信棧房會面，雙方交涉未果:158。5月11日，包令再一次照會葉名琛，稱對修約一事「默然不論」的態度尤其不滿:190-191，並強調英國政府的各項要求，堅持進入官署當面會談:159-160。

### 導火線

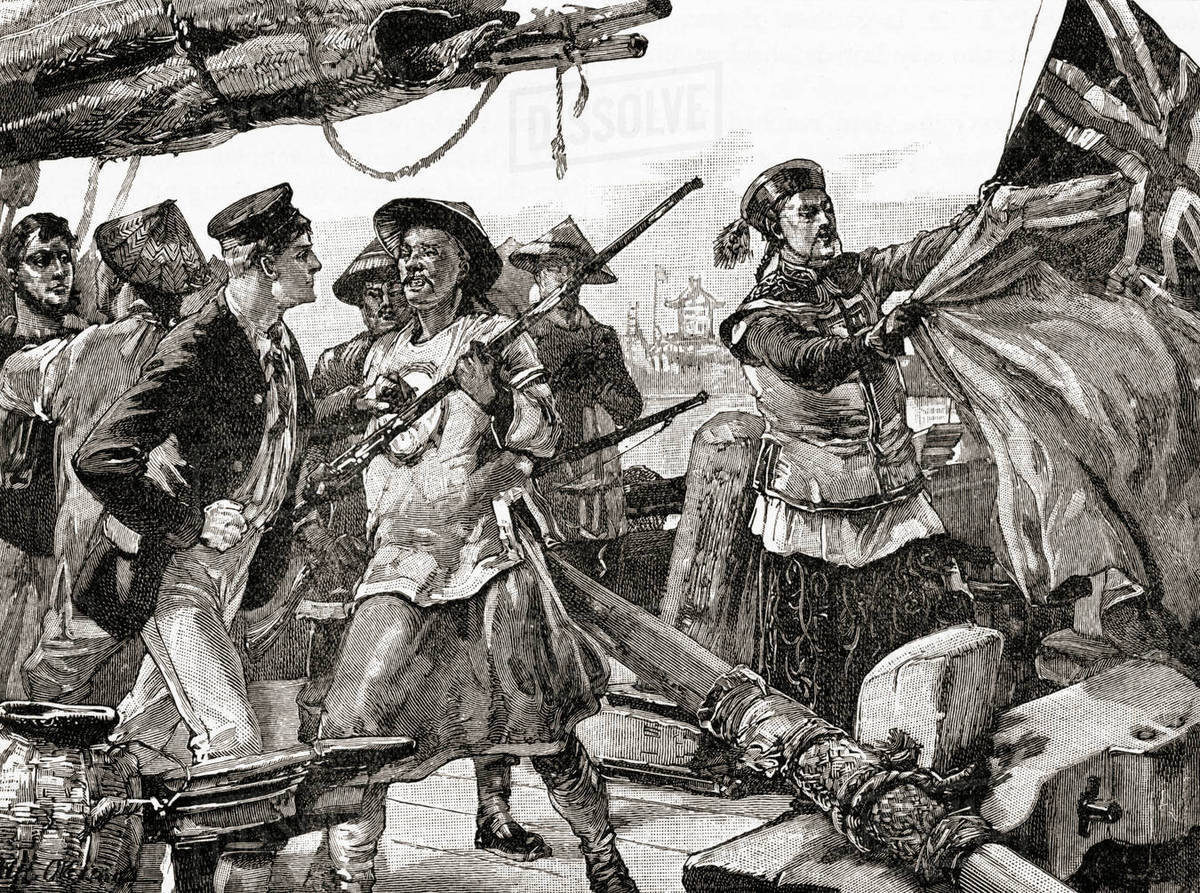
此為英國畫家威廉·希沙姆·欧弗兰德所繪。官方作品的標題為「中國官員扯下了亞羅號的英國國旗」

1856年10月8日，接獲商人舉報的廣東水師查獲一艘名叫亞羅號的船隻，發現執照過期12天，船上水手全被逮捕。英國廣州領事巴夏禮聲稱英國旗被撕毀，有辱大英帝國之尊嚴，要求清政府放人、賠償和道歉。葉名琛雖允諾放人但不道歉，令巴夏禮不滿，雙方的爭執很快轉向其他問題上。16日英國公使包令來函表示，如不滿足和約要求，將要對中國出兵。10月21日，巴夏禮限24小時內同意要求，葉名琛答應放出全部水手，但拒絕為扯下英國國旗而道歉:165。

### 英軍進攻

#### 廣州戰役（1856年）
1856年10月23日，英海軍上將迈克尔·西摩尔率領3艘英艦穿越虎門，攻占廣東東郊的獵德砲台。葉名琛以为英军自己会撤，连日去校场看乡试马箭，下令廣東水師後撤，亦不准開炮還擊。24日英國軍艦轟擊廣東南郊鳳凰崗砲台，砲台守兵奉令走避，炮旋即被毀。25日英軍連連攻陷海珠砲台以及商館一帶，並佔據城外全部的防禦工事:55，直逼廣州城。26日葉名琛關閉粵海關中斷貿易，调集乡勇团练制造声势:166。
27日西摩爾照會，要求同意英人自由入城，葉不回答。英軍便每5到7分鐘砲轟一次廣州官署，官署士兵逃走。但葉名琛坐在官署內，當日公告廣州軍民：「殺一英人，賞銀三十元」。英軍未達目的，於28日砲轟廣州城南之牆。29日下午，英軍約100人攻入廣州城搜索葉名琛，衝入兩廣總督官署。但當日葉名琛去上香，已经暫避旧城巡抚衙门，未能捉住。
香港英軍因兵力不足撤退，但持續砲轟廣州。英國公使寶寧再度提出入廣州城和總督商談，葉名琛拒絕:166。
躲入巡抚衙门的叶名琛不断贴出更重的赏格，号召市民乡勇「殺夷夺船」。英国邮轮「提斯特尔」号两次被中国小船所围，船员被杀十余名。12月廣州市民四處燒洋行，廣州十三行付之一炬，英軍也焚燬了數百家店鋪民房作為報復:2。12月14日广州开战将近两个月后，咸丰帝才收到叶名琛的奏折，其中聲称清军两次大败英军，击毙击伤四百余人:168。

## 英法聯軍的來襲

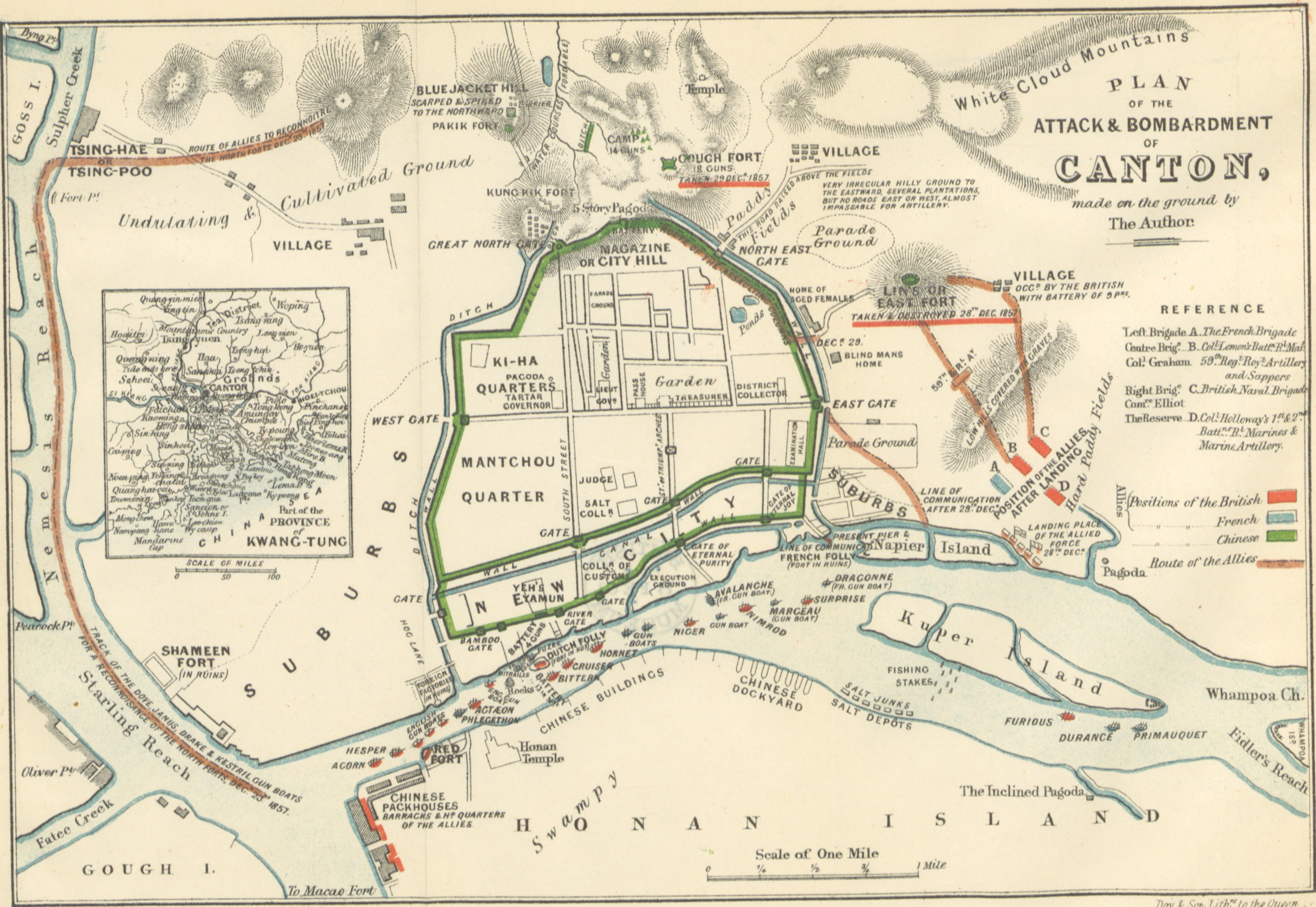
英法聯軍進攻廣州的地圖

事件傳到倫敦，英國政府一時陷入爭論。德比伯爵在上議院提出了谴责政府在华使用武力的提案，经过激烈辩论后，以110：146遭到否决。理查德·考伯登在下議院再提相同議案，結果以263：247獲得通过。英相巴麥尊不久解散下議院重新大選，結果巴麥尊的自由派勝出，對華出兵成為既定政策。1857年3月20日，英國政府任命額爾金為全權大使，剛好正值法國神父馬賴私入廣西西林縣傳教被殺。法國駐華公使多次要求清朝道歉賠償，也被拒絕。馬賴事件使法國迅速和英國結盟。1857年4月，法國政府任命葛羅為對華外交特使。美國政府因國內黑奴問題對立暫無對華打算，另派威廉駐華公使與英法一致行動，同時間俄方也加入。形成了四國的聯合陣線:170。
1857年10月中旬英方代表和海軍將領商討，決定先從中國華南攻打，之後往北推進開始外交攻勢。俄使認為攻下廣州清政府也不會屈服，唯有直攻天津、北京。但英法聯軍為使葉名琛就範，堅持攻打廣州。額爾金、西摩爾上將和英軍將領范·斯特勞本茨事先商討，兩將肯定能拿下廣州。
11月，英國政府控制了印度混亂的局勢，得以派兵中國。聯軍派出約一萬人的海陸軍，集結英艦43艘、法艦10艘:172-175。
1857年12月10日，得知廣州已被封鎖，葉名琛在城內公告要求市民躲藏，同時法方要求為馬賴神父賠償和遵守《黃埔條約》，得不到有效的答覆，對額爾金的答覆也同樣:4-5。12月12日，聯軍發出最後一通照會，附帶要求三項：
1. 允許進入廣州城；
2. 賠償亞羅號事件和馬神甫事件的一切的損失；
3. 清政府派代表與英、法進行修約談判。

照會言明須在10天之內答應前兩項，否則將要武力進攻廣州。葉名琛因误信派往香港的探子传来的错误情报，以为“克里米亚战争俄国胜利、英军镇压印度土兵失利、法国在中英冲突中保持中立”，認為英國技窮意在求和，12月14日，照會額爾金和葛羅斷然拒絕。過了12天，英法來函通知已把事務移交軍方，英海陸軍總司令再函限廣州清軍兩日之內退出90里外，葉再拒。2天又過，不見英法任何行動:172-175。
12月27日，葉名琛上奏7000多字予咸豐帝 ：:128-129
英夷現已求和，計日準可通商...
乘此罪惡盈貫之際，适遇技窮力竭之余...
一律斬斷葛藤，以為一勞永逸之舉。

把節節失利的戰事說成英人無計可施，只為通商求和。就在兩廣總督的隱瞞下，咸豐帝信以為真，下諭：:132
葉名琛既窺破底蘊，該夷伎倆已窮，俟續有照會，大局既可粗定。务將進城、賠貨及更換條約各節，斬斷葛藤，以為一勞永逸之舉。
12月28日清晨時分，英法聯軍開始進攻。一支5500多人聯軍部隊（法軍約900人）連同20艘軍艦迅速登陸逼近城下:4-5:176-180。聯軍砲兵對廣州展開了連續27小時的砲轟，英國《泰晤士報》的戰地記者描述：「緩慢而連續，沉悶而單調，好像隔一分鐘一放的葬禮砲...。砲轟持續著，沒有排砲，沒有快放，沒有激動。每一砲都在許多分鐘的瞄準之後準確地打中城牆上的目標。...廣州南門完全毀了，火燒房屋蔓延到市中心，葉名琛的衙門僅余一片廢墟，它的後牆也被打破了，每一個屋頂都滿布彈孔。」聯軍密集的砲轟兩廣總督衙署，清軍士兵逃竄一空，葉名琛仍坐在衙府批閱文件:176-180。
聯軍佔據了城內制高點觀音山，清軍撤離廣州城牆後，從街道上、屋頂上射擊聯軍士兵。部分隱匿在建築物中，使用較笨重的火繩槍瞄準開槍，再退回裝填火藥:95。

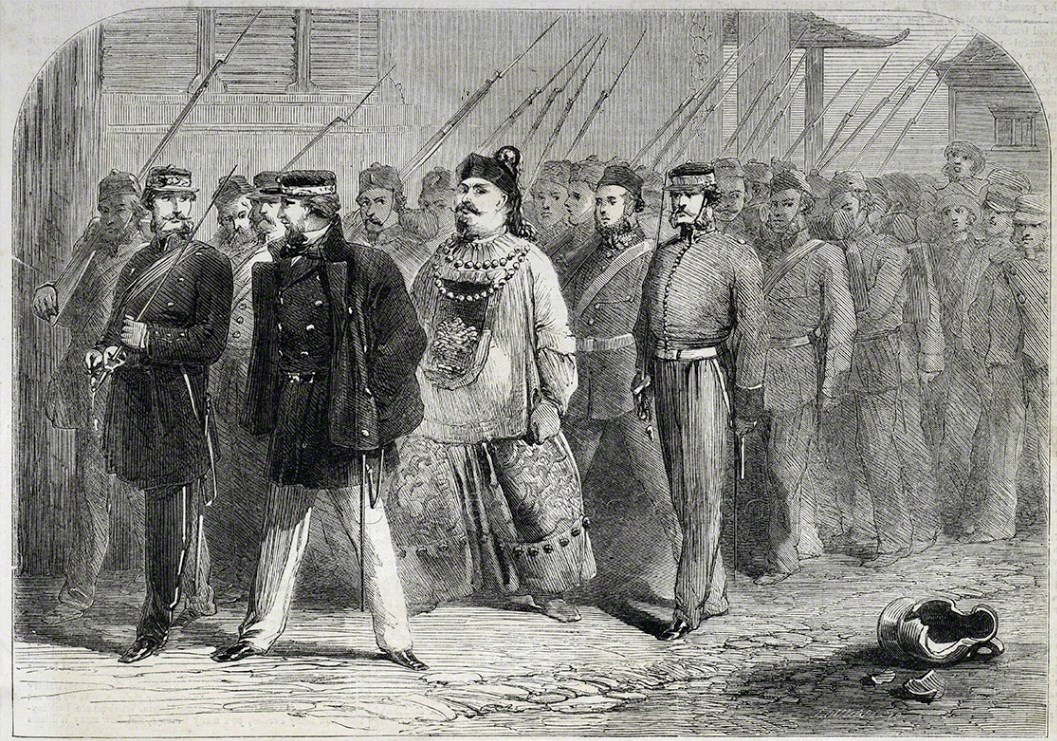
英國《時代畫報》刊登葉名琛被俘的消息

1857年12月英法联军攻占广州时获得的清军旗帜

英軍士兵對兩廣總督官署展開了洗劫，時人記：「英人括（搜括）總督署中財物，並取布政司庫銀二十萬兩以去。」

### 陷落
1857年12月29日，就在兩天的砲擊下，廣州官廳被炸毀，上午時分城牆被攻破。下午2點戰鬥終止，聯軍以陣亡15人的代價宣告廣州淪陷:4-5。這時逃難市民塞滿了城內街道，葉名琛不逃亡續留城中。對屬下的和談建議堅持不許英國人入城:176-180，只同意賞給兵勇一萬兩白銀進行反攻。
1858年1月5日，占領廣州數天後，聯軍逐一搜查各個衙門。葉名琛尚在左副都統署的第五院，當聯軍還搜查第一院時，家丁勸葉名琛逃亡，不肯。因此被聯軍發現擒獲，葉名琛被俘:176-180，押至英艦送往印度加爾各答:4-5，不久死去。戰後聯軍搜出了一批檔案和價值5,000皮亚斯特的珍寶:4-5。

1月7日，廣州將軍穆克德納和廣東等高級官員聯名向清帝上奏，報告廣州失陷的消息，咸豐帝看到消息在奏摺上批閱：:130-132
覽奏實深詫異。

## 後續行動

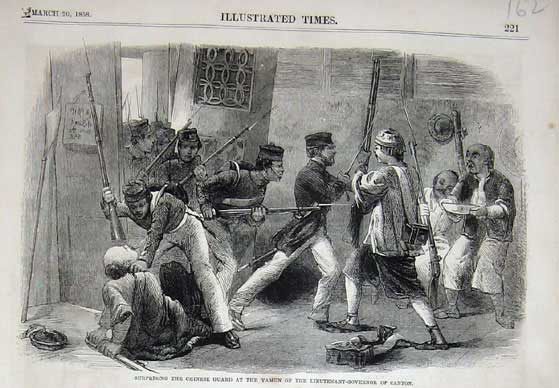
英軍衝入廣州衙門

剛占領廣州的聯軍商討著如何進行下一步。為了恢復廣州的秩序和制止民眾騷擾，英法總局成立。1858年1月9日，柏貴被羈留並被帶回擔任巡撫，名義上復職與英法總局共同治理廣州，但沒有實權。這是西方殖民者第一個在中國的傀儡政權，一切事務由總局委員和駐廣州領事巴夏禮控制:176-180。
法國代表認為發生在廣州的事件應與北京分開，1858年2月4日，聯軍自行解除廣州封鎖，重開貿易。四國代表約定3月底齊聚上海，期間送達中國政府的信函明確提到戰爭賠償和馬賴家屬的公函，也提及:4-5：
- 外國政府有權在北京派代表
- 開放通商口岸
- 歐人自由遊歷並有購買商品之權利
- 修改關稅
- 信仰自由

清政府意會戰爭已開，葉名琛被撤職由黃宗漢接替。咸豐帝下旨督辦民團反攻英軍，隨著奏摺上團練的訓練數目持續增加，進攻廣州始終未發生。廣州一直由聯軍控制，直到戰爭結束:176-180。
廣州陷落的消息不久傳到上海，兩江總督何桂清為免去戰禍，私自向英法領事談判，提出上海地區照常貿易，上奏清政府獲准 。
4月1日，未見答覆，聯軍北上大沽口外的直隸灣集結砲艦。之後不久大沽口戰事爆發。

## 延伸閱讀
- 鄭爽. 英法聯軍占領時期的廣州（1857-1861）. 暨南大學. 2010年 [2011-09-20]